# Сотников, Василий Иванович
Васи́лий Ива́нович Со́тников (1902—1978) — сержант Рабоче-крестьянской Красной Армии, участник Великой Отечественной войны, Герой Советского Союза (1943).

## Биография
Василий Сотников родился 8 мая 1902 года в селе Гороховка (ныне — Эртильский район Воронежской области). После окончания начальной школы работал сначала в совхозе, затем руководил колхозом. В ноябре 1941 года Сотников был призван на службу в Рабоче-крестьянскую Красную Армию. С декабря того же года — на фронтах Великой Отечественной войны.
К июлю 1943 года гвардии сержант Василий Сотников командовал орудием 193-го гвардейского артиллерийского полка 90-й гвардейской стрелковой дивизии 6-й гвардейской армии Воронежского фронта. Отличился во время Курской битвы. 6 июля 1943 года расчёт Сотникова участвовал в боях у села Ивашки Золочевского района Харьковской области Украинской ССР, уничтожив 1 тяжёлый танк. В критический момент боёв Сотников заменил собой выбывшего из строя наводчика и лично уничтожил 3 танка противника.
Указом Президиума Верховного Совета СССР от 21 сентября 1943 года гвардии сержант Василий Сотников был удостоен высокого звания Героя Советского Союза с вручением ордена Ленина и медали «Золотая Звезда».
После окончания войны Сотников был демобилизован. Проживал и работал сначала на родине, затем в Эртиле. Скончался 9 февраля 1978 года.
Был также награждён орденом Отечественной войны 1-й степени и рядом медалей.